# In cauda venenum
In cauda venenum és una locució llatina que literalment significa "El verí [és] a la cua". Juntament amb acer in fundo s'utilitza sovint com  resposta o antitesi de la locució dulcis in fundo .
La frase va néixer referint-se a l'escorpí que en si mateix no és molt perillós, però té una cua molt verinosa. En aquest sentit, la frase s'utilitza quan un parlant comença un discurs d'una manera melliflua, posant el gruix del missatge al final. També es fa referència sovint a Marcial, per indicar la naturalesa dels seus epigrames caracteritzats per presentar una situació, amb una « fiblada» satírica per tancar el text.